# Mazion
Mazion é uma comuna francesa na região administrativa da Nova Aquitânia, no departamento da Gironda. Estende-se por uma área de 3,72 km². Em 2010 a comuna tinha 535 habitantes (densidade: 143,8 hab./km²).